# Nicolás Navarro
Nicolás Navarro, född den 25 mars 1985 i Buenos Aires, Argentina, är en argentinsk fotbollsspelare. Vid fotbollsturneringen under OS 2008 i Peking deltog han i det argentinska U23-laget som tog guld. 